# Aedes inermis
Aedes inermis é um espécie de mosquito do Género Aedes, pertencente à família Culicidae.